# Baquerín de Campos
Baquerín de Campos è un comune spagnolo di 25 abitanti situato nella comunità autonoma di Castiglia e León.